# Queanbeyan-folyó
A Queanbeyan-folyó a Molonglo-folyó egyik fő mellékfolyója a Murray-Darling vízgyűjtő-területen. A folyó 70 kilométer hosszú és vízgyűjtő-területe 960 négyzetkilométert foglal magába. A Queanbeyan-folyó egyike annak a két folyónak, -a másik a Cotter-folyó-, amelynek vízhozama ellátja Canberra és a Queanbeyan régió vízigényét, valamint, amelyiknek vízminősége különösen védett a szövetségi törvényhozás által.

## A folyó útja
A folyó fő ága mintegy 70 kilométert tesz meg kelet-délkeleti irányban Queanbeyan város közelében és ebből körülbelül 40 kilométert Bredbo városától északra. A Googong-gát-tól fentebb eső folyásán számtalan kisebb patak ömlik a folyóba, úgy mint: a Burra-patak, az Urialla-patak, a Tinderry-patak, a Ballinafad-patak, a Groggy-patak, a Woolpack-patak, a Sherlock-patak, a Lyons-patak, a Towneys-patak és a Mile Creeks patak.
A legnagyobb folyami átkelő a gát fölötti felsőbb szakaszon a Captain's Flat és Jerangle Road-ot összekötő út, melynek hídja a folyó felett ível át. Queanbeyan városában több hidat is építettek a folyó felett, amelyek a következők: a Canberra-Goalburn vasútvonal hídja, a Morisset utcai híd, a Queens Bridge, a Monaro utcában, valamint egy gyalogoshíd a város keleti részén.

## Történelme
A Queanbeyan régió hagyományosan a Ngunnaval törzs szülőföldje. Az első európai látogató a vidéken Charles Throsby volt. Mialatt a Murrumbidgee-folyó-t kereste 1820-ban, felfedezte a Queanbeyan-folyó egyik vízfolyását egy völgyben, a Limestone Plains keleti végénél, nem messze attól a helytől, ahol napjainkban a fővárost találjuk.
A folyó vízhozama már igen régóta biztosítja Queanbeyan város vízellátását és alapvető részét képezi a helyi gazdaságnak. A folyó mentén a gyapjúgyártás munkafolyamatai ugyancsak vízigényesek és mind a mai napig folytatódnak.
960 négyzetkilométeres vízgyűjtő-területével a Queanbeyan-folyó majdnem kétszer akkora területről gyűjti össze a csapadékvizet, mint kisebb társa a Cotter-folyó.
A Googong-gát megépítésének köszönhetően mára jelentősen lecsökkent a halálos áldozatokat követelő árvizek száma a vidéken. Az 1976-os árvíz során a félig kész Googong-gátnál félő volt, hogy összeroppan a lezúduló viz súlya alatt, amelynek tragikus következményei lettek volna a főváros és Queanbeyan városának alacsonyabban fekvő részei számára. A városi temetőt Queanbeyanban így is elöntötte az ár és a holttesteket kimosta nyughelyükről és a Lake Burley Griffin tóba sodorta.

## Árvízvédelem
A Queanbeyan duzzasztógátat 1901-02 közt hozták létre, amely a folyón egy víztározó medencét alakított ki a város központjától nem messze. Ez a terület ma a város egyik legszebb pontja, rengeteg parkkal, melyek a következők: Blundell Park, Queen Elizabeth Park, és a Ray Morton Park. A víztározó biztosítja a kisebb vízigényű öntözését is a mezőgazdasági területeknek. A támpilléres betonmonstrum,- melynek hossza 58 méter- magasságát az 1950-es években megemelték 4 méterrel. Ugyanakkor a gát megépítése egyben súlyos következményekkel is járt a folyóban élő halfajok természetes vándorlási útvonalainak elvágása miatt.
A Googong-gát öt kilométerrel Queanbeyan városától fentebb van a folyón. A gát 1979-ben készült el és maximális vízbefogadó-képessége eléri a 124 500 millió litert. Az ausztrál kormány tulajdonában lévő gátat az ACTEWAGL vállalat, az Ausztrál Fővárosi Terület áram-, víz-, és gázszolgáltatója működteti. A fővárosi terület kormányának hatásköre alá tartozik viszont a gátnak a tározóval átellenes oldala.
A gát megépítése óta a folyó alsóbb szakaszain a vízállás alacsonyabbá vált, mint korábban volt, mivel megváltoztak az éghajlati viszonyok a vidéken, ennek ellenére az egyre inkább teret hódító szomorúfűz állományok és az alacsony vízállást kedvelő növények jól érzik magukat így is. A vízügyi munkálatok egyik célja, hogy ezeket a gyomokat eltávolítsa a folyó partjáról. 

## Vízminőség
Az 1909-ben elfogadott kormányhatározatok alapján Új-Dél-Wales állam garantálja az Ausztrál Fővárosi Terület számára a hozzáférést a szükséges vízforrásokhoz és egyben kötelezi magát arra, hogy nem szennyezi a Queanbeyan-folyó vizét. A folyó vizének állapotát az utóbbi években erősen befolyásolta, hogy elszaporodtak a pontyok és a nádasok. A vízügyi hatóságok elkülönítették a szükséges forrásokat a folyó vizének, illetve medrének megtisztítására, valamint egy ponty kifogási versenyt hirdettek, melynek nyertesei 500 ausztrál dollárt nyernek. 
Az európai ponty nem volt képes elterjedni a folyó felsőbb szakaszain, a Googong-gát miatt, amely ezen a részen kiváló pisztráng, illetve egyéb helyi halfajták élőhelye tudott maradni. Pontyfélék manapság a folyó teljes hosszában megtalálhatóak, de csak kis mennyiségben. A Googong-gát megépítése óta a veszélyeztetett Macquarie perch állománya fokozatosan növekedésnek indult.

## Áradások
2010. december 9-én a Queanbeyan-folyó kilépett medréből és elöntötte a Queanbeyan Riverside Tourist parkot. A térségben minden iskolát bezártak és az áradások során az otthonukat elhagyni kényszerülő mintegy 100 ember elszállásolására használták őket.

## Vadvilág
A Queanbeyan-folyó partjai sokféle állatnak kínálnak remek élőhelyet. A folyó parton gyakran találkozhatunk vombatokkal és kengurukkal, sőt néhány esetben még a rendkívül visszahúzódó és rejtett életet élő kacsacsőrű emlőssel is. A folyó környéki területek a keleti szürke-kenguruk egy népesebb állományának is otthont adnak.  

## Külső hivatkozások
- Environment ACT paper on Queanbeyan River, including impact of Googong Dam
- Queanbeyan City Council page on the river's management
- ACTEWAGL page on Googong dam.
- Fish in the Murrumbidgee catchment (PDF) Archiválva 2009. február 27-i dátummal a Wayback Machine-ben

## Fordítás
Ez a szócikk részben vagy egészben  a   Queanbeyan  River című angol Wikipédia-szócikk ezen változatának fordításán alapul.  Az eredeti cikk szerkesztőit annak laptörténete sorolja fel. Ez a jelzés csupán a megfogalmazás eredetét és a szerzői jogokat jelzi, nem szolgál a cikkben szereplő információk forrásmegjelöléseként.